# Projeto Mercury
O Projeto Mercury ou Projecto Mercury foi o primeiro projeto tripulado de exploração espacial da NASA (agência espacial dos Estados Unidos). Seu objetivo era colocar um homem na órbita da Terra e trazê-lo de volta em segurança, de preferência antes da União Soviética. A médio e longo prazo, um dos objetivos era preparar a tecnologia que iria levar homens a Lua. O projeto foi seguido pelo Projeto Gemini e o Programa Apollo.
O projeto custou aproximadamente US$ 277 milhões de dólares (US$ 2,68 bilhão, ajustado pela inflação). O projeto ganhou popularidade rapidamente e suas missões foram acompanhadas por milhões de pessoas no rádio e na TV ao redor do mundo. Seu sucesso estabeleceu as bases para o Projeto Gemini, que transportou dois astronautas em cada cápsula e aperfeiçoou as manobras de acoplamento espacial essenciais para os pousos tripulados na Lua no subsequente Programa Apollo, anunciado algumas semanas após o primeiro voo tripulado do Mercury.

## Nave espacial e lançador

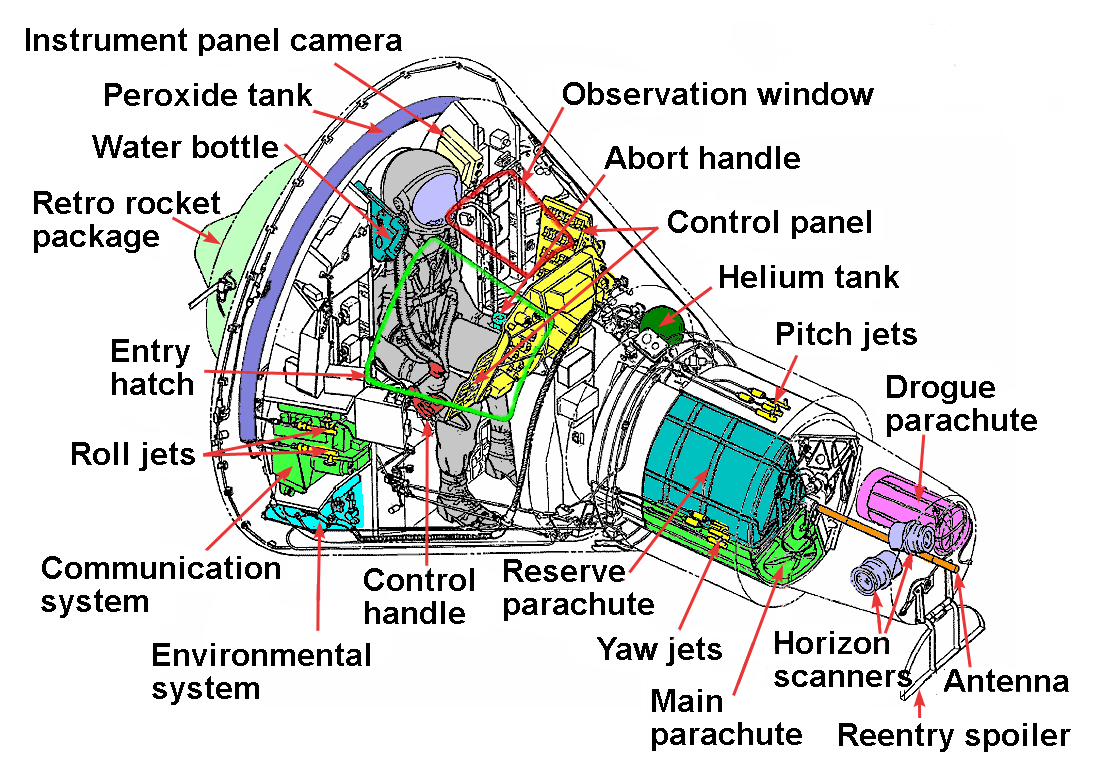
Nave do Programa Mercury

A nave Mercury tinha capacidade apenas para um astronauta e manobras na órbita terrestre. O projeto usou inicialmente os foguetes Little Joe e Mercury-Redstone, e a seguir o Atlas, o mesmo que seria usado no Projeto Gemini.

## Missão e objetivos
Inicialmente a Nasa pretendia mandar, imediatamente após o Projeto Mercury, uma missão tripulada para orbitar a Lua. No entanto, o discurso de Kennedy com o desafio de pousar na Lua antes do fim da década, mudou estes planos, e levou a criação do Projeto Apollo.
O Projeto Mercury foi bem sucedido em testar as condições dos astronautas e do equipamento e preparou a tecnologia que seria usada nas naves Gemini e Apollo.

## Astronautas do projeto

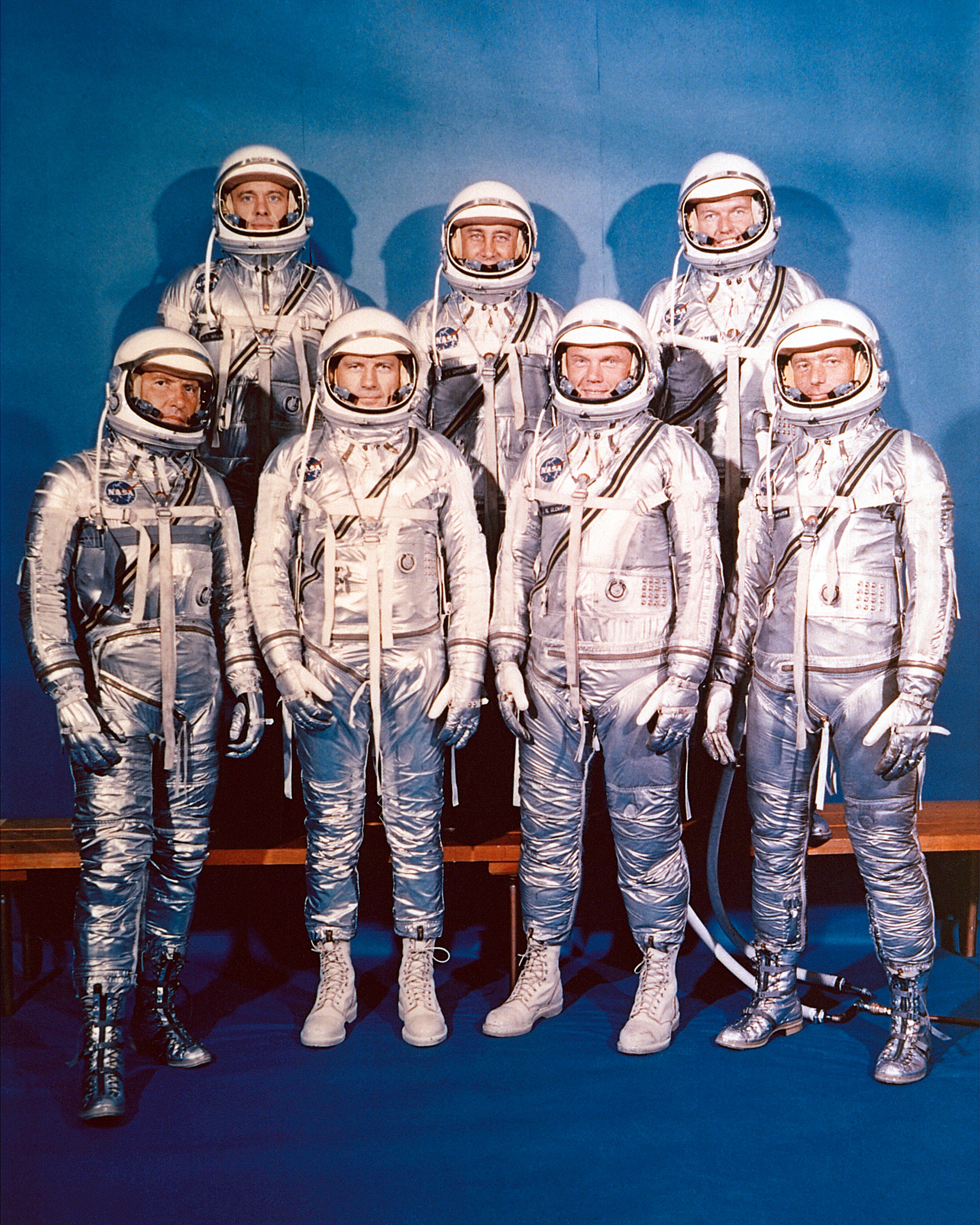
Astronautas do Projeto Mercury - da esquerda para a direita: Walter Schirra, Donald Slayton, John Glenn e Scott Carpenter; em cima: Alan Shepard, Virgil Grissom e Gordon Cooper

A Nasa anunciou os astronautas escolhidos para o programa espacial em 9 de abril de 1959. Os sete ficaram conhecidos como os "Mercury 7" ou "7 originais". Eles eram: Walter Schirra, Donald Slayton, John Glenn, Scott Carpenter, Alan Shepard, Virgil Grissom e Gordon Cooper. Alguns deles, como Cooper, Schirra e Alan Shepard acabaram trabalhando nos Projetos Gemini e Apollo. John Glenn, que foi o primeiro estadunidense a orbitar a terra, já sexagenário e senador dos Estados Unidos, participou de um voo do Ônibus Espacial.

## Missões não tripuladas
- Mercury-Jupiter - cancelada em julho de 1959 - voo sub-orbital proposto, mas não executado
- Little Joe 1 - 21 de agosto de 1959 - teste do sistema de escape de lançamento durante voo
- Big Joe 1 - 9 de setembro de 1959 - teste do escudo e da interface Atlas/nave espacial
- Little Joe 6 - 4 de outubro de 1959 - teste da aerodinâmica e da integridade da cápsula
- Little Joe 1A - 4 de novembro de 1959 - idem ao Little Joe 1
- Beach Abort - 9 de maio de 1960 - teste do sistema de abortagem fora da plataforma
- Mercury-Atlas 1 - 29 de julho de 1960 - primeiro voo da Mercury com o foguete Atlas
- Little Joe 5 - 8 de novembro de 1960 - primeiro voo com nave Mercury de produção
- Mercury-Redstone 1 - 21 de novembro de 1960 - lançado 4 polegadas (102 mm) e retornou a posição inicial por problema elétrico
- Mercury-Redstone 1A - 19 de dezembro de 1960 - primeiro voo da nave Mercury com o foguete Redstone

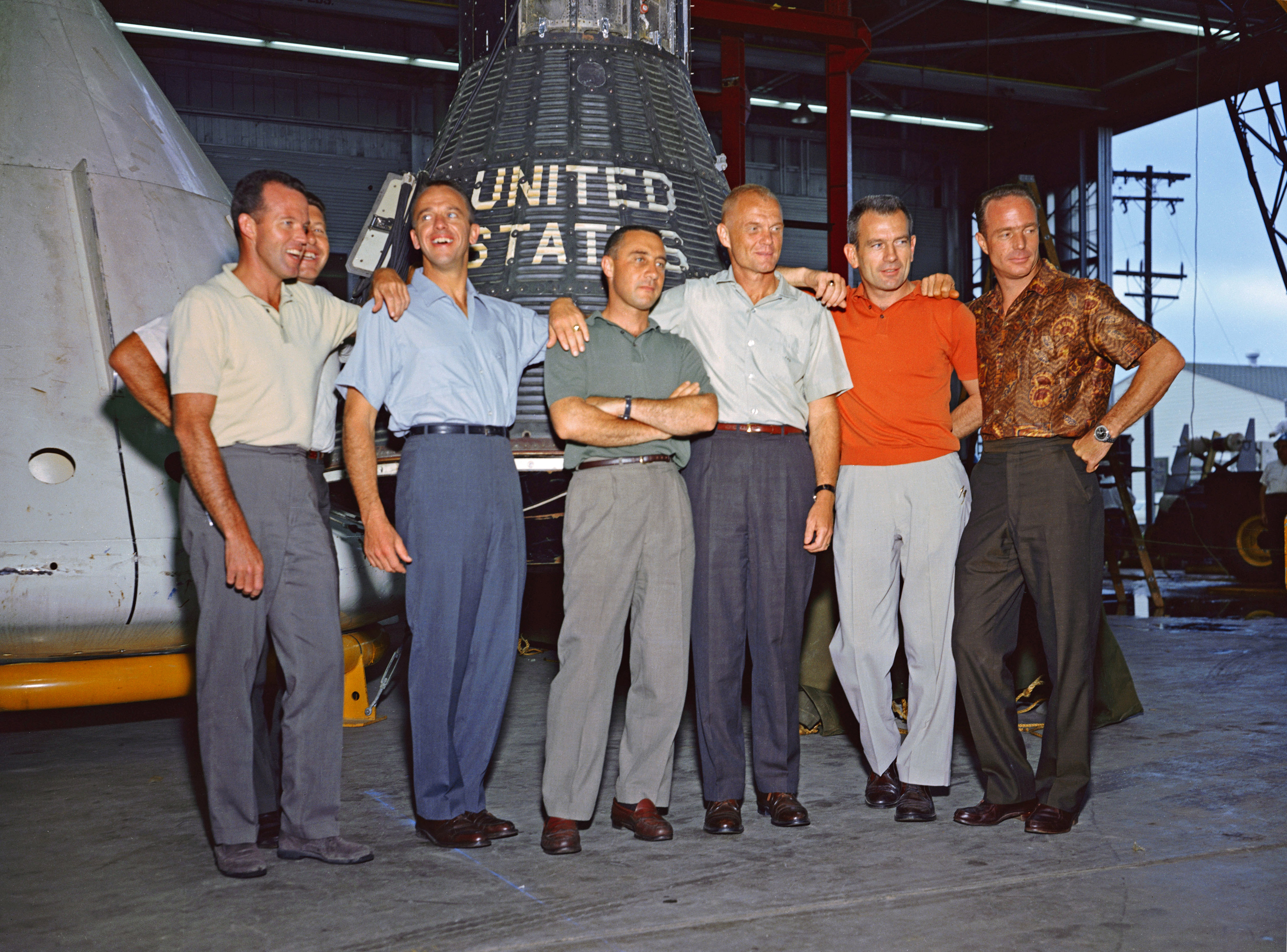
Uma foto do grupo de astronautas do Programa Mercury, tirada na Base da Força Aérea de Ellington em Houston, Texas. Da esquerda para direita: Gordon Cooper, Walter Schirra, Alan Shepard, Virgil Grissom, John Glenn, Donald Slayton e Scott Carpenter

- Uma foto do grupo de astronautas do Programa Mercury, tirada na Base da Força Aérea de Ellington em Houston, Texas. Da esquerda para direita: Gordon Cooper, Walter Schirra, Alan Shepard, Virgil Grissom, John Glenn, Donald Slayton e Scott CarpenterMercury-Atlas 2 - 21 de fevereiro de 1961 - teste da nave com o Atlas
- Little Joe 5A - 18 de março de 1961 - teste do sistema de escape de lançamento durante condições severas
- Mercury-Redstone BD - 24 de março de 1961 - teste do Redstone
- Mercury-Atlas 3 - 25 de abril de 1961 - teste da nave Mercury com lançador Atlas
- Little Joe 5B - 28 de abril de 1961 - teste do sistema de escape de lançamento durante condições mais severas de lançamento
- Mercury-Atlas 4 - 13 de setembro de 1961 - teste da nave Mercury com lançador Atlas
- Mercury-Scout 1 - 1 de novembro de 1961 - teste da rede de rastreamento da Mercury

## Missões com primatas
- Little Joe 2 - 4 de dezembro de 1959 - levou o macaco Sam, a 85 km de altitude
- Little Joe 1B - 21 de janeiro de 1960 - levou a macaca Miss Sam, a 14 km de altitude
- Mercury-Redstone 2 - 31 de janeiro de 1961 - levou o chimpanzé Ham, em voo sub-orbital
- Mercury-Atlas 5 - 29 de novembro de 1961 - levou o chimpanzé Enos, em voo de duas órbitas

## Missões tripuladas
Os voos do Mercury foram:

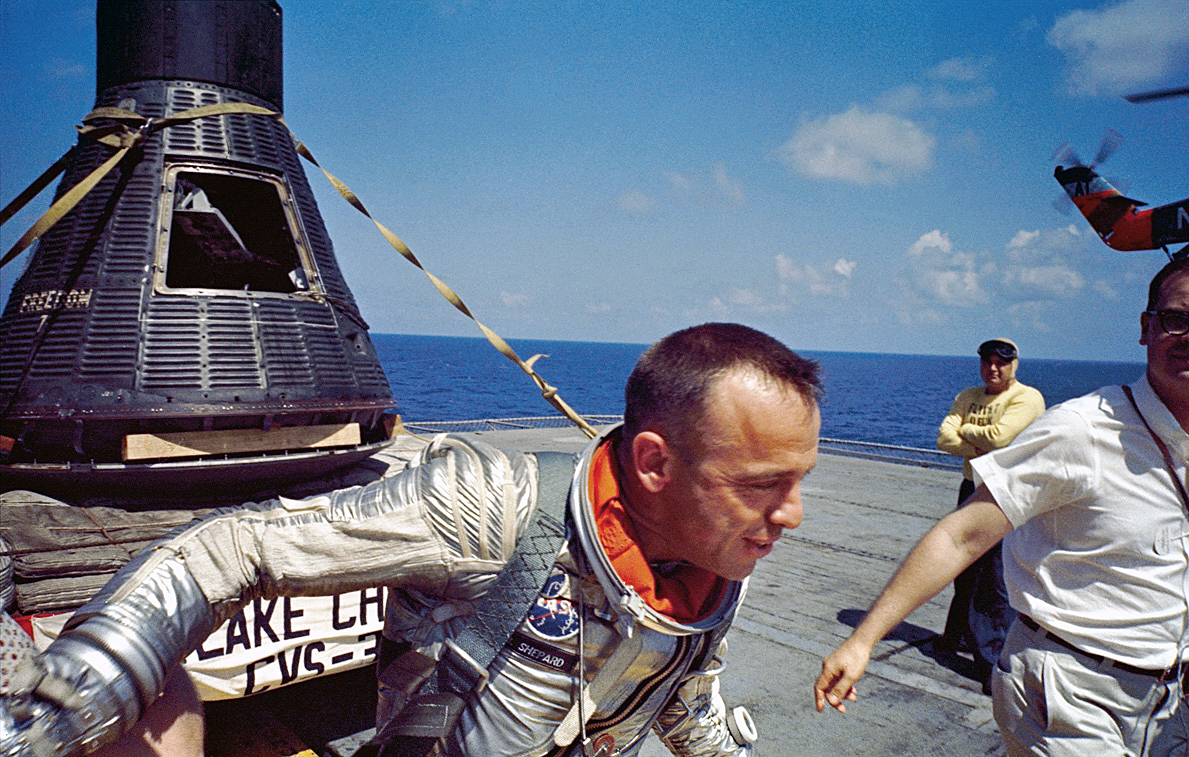
Alan Shepard após pouso

- Freedom 7 - 5 de maio de 1961 - Alan Shepard - primeiro estadunidense no espaço em voo sub-orbital de 15 minutos usando um foguete Redstone;
- Liberty Bell 7 - 21 de julho de 1961 - Virgil Grissom - também voo sub-orbital usando um foguete Redstone;
- Friendship 7 - 20 de fevereiro de 1962 - John Glenn - primeiro voo orbital dos EUA, usando um foguete Atlas;
- Aurora 7 - 24 de maio de 1962 - Scott Carpenter - usando um foguete Atlas;
- Sigma 7 - 3 de outubro de 1962 - Walter Schirra - usando o Atlas;
- Faith 7 - 15 de maio e 16 de maio de 1963 - Gordon Cooper - usando um foguete Atlas.